# Козловская, Марина Андреевна
Марина Андреевна Козловская (7 апреля 1925, Ленинград, СССР — 2019) — советская художница, живописец, член Санкт-Петербургского Союза художников (до 1992 года — Ленинградской организации Союза художников РСФСР).

## Биография
Козловская Марина Андреевна родилась 7 апреля 1925 года в Ленинграде. В 1939—1941 годах училась в Первой городской художественной школе. В 1941 году поступила в Среднюю художественную школу при Всероссийской Академии художеств (ныне Художественный Лицей имени Б. В. Иогансона). В блокадную зиму 1941 года была среди защитников Ленинграда. Летом 1942 была эвакуирована на Алтай.
В 1943 году поступила в подготовительный класс Ленинградского института живописи, скульптуры и архитектуры (находился в эвакуации в Самарканде). В 1945 году после возвращения в Ленинград была зачислена на первый курс живописного отделения Ленинградского института живописи, скульптуры и архитектуры имени И. Е. Репина. Занималась у педагогов Бориса Фогеля, Семёна Абугова, Генриха Павловского, Михаила Платунова, Александра Зайцева. В 1952 году окончила институт по мастерской Бориса Иогансона с присвоением квалификации художника живописи. Дипломная работа — жанровая картина «Строительство Иртышской ГЭС». В 1953 году вышла замуж за однокурсника художника Бориса Корнеева (1922—1973).
Козловская участвовала в выставках с 1953 года. Член ленинградского отделения Союза художников РСФСР по секции живописи с 1954 года. Писала ландшафтные, индустриальные, архитектурные пейзажи, жанровые композиции, портреты, натюрморты, этюды с натуры. Работала в технике масляной живописи, акварели, карандашного рисунка. В творчестве тяготела к пейзажу-картине с широким охватом пространства, с высокой точкой обзора и отчетливо читаемыми ближними и дальними планами. Стиль живописи декоративно-графический, цвет плотный, колорит сдержанный, построенный преимущественно на отношениях холодных тонов.
Для сбора этюдного материала совершила творческие поездки в Заполярье, на Алтай, в Заонежье, Великий Устюг, неоднократно работала на творческой базе ленинградских художников в Старой Ладоге. Среди произведений, созданных Козловской, картины «Портрет студентки медицинского института» (1956), «Весна. Пейзаж» (1958), «Ланское шоссе» (1959), «Карелия. Пейзаж», "Портрет Н. Шилиной, прессовщицы завода «Красный выборжец» (обе 1960), «Север» (1961), «Оредеж», «Выра» (1962), «Алтай», «Волхов. Олегов курган» (1964), «У костра», «Мурманский порт» (обе 1967), «Отлив. Кольский залив» (1969), «Карелия. Село Соломенное», «Овраг» (обе 1972), «Северное село», «Старая Ладога. Крепость», «Святой Георгий (Старая Ладога)» (все 1975), «Фонтанка», «Мастерская. Памяти заслуженного художника РСФСР Б. В. Корнеева», «Автопортрет» (обе 1976), «Ленинград», «Набережная Макарова» (обе 1977), «Гледен. Великий Устюг», «Петроградская сторона» (обе 1978), «Мурманский порт. Причал», «Прилуцкий монастырь. Вологда» (обе 1979), «Весенний Ленинград» (1980), «Идёт дождик» (2006) и другие.
Персональные выставки произведений Марины Козловской были показаны в Белгороде (1981) и Ленинграде (1984). В 1989—1992 годах работы М. А. Козловской с успехом были представлены на выставках и аукционах русской живописи L' Ecole de Leningrad во Франции.
Произведения Марины Андреевны Козловской находятся в музеях и частных собраниях в России, Франции, Германии, Японии и других странах.

## Выставки
- 1952 год (Ленинград): Выставка дипломных работ выпускников ЛИЖСА имени И. Е. Репина 1952 года.
- 1956 год (Ленинград): Осенняя выставка произведений ленинградских художников 1956 года.
- 1958 год (Москва): Всесоюзная художественная выставка 1958 года «40 лет ВЛКСМ».
- 1958 год (Ленинград): Осенняя выставка произведений ленинградских художников 1958 года.
- 1960 год (Ленинград): Выставка произведений художников – женщин Ленинграда в ознаменование 50-летия Международного женского дня 8 Марта.
- 1960 год (Ленинград): Выставка произведений ленинградских художников 1960 года в залах ЛОСХ.
- 1960 год (Ленинград): Выставка произведений ленинградских художников в Государственном Русском музее.
- 1961 год (Ленинград): Выставка произведений ленинградских художников 1961 года.
- 1962 год (Ленинград): Осенняя выставка произведений ленинградских художников 1962 года.
- 1964 год (Ленинград): Ленинград. Зональная выставка произведений ленинградских художников 1964 года.
- 1965 год (Москва): Советская Россия. Вторая Республиканская художественная выставка 1965 года.
- 1967 год (Москва): Советская Россия. Третья Республиканская художественная выставка 1967 года.
- 1972 год (Ленинград): По Родной стране. Выставка произведений ленинградских художников 1972 года, посвящённая 50-летию образования СССР.
- 1975 год (Ленинград): Наш современник. Зональная выставка произведений ленинградских художников 1975 года.
- 1976 год (Ленинград): Портрет современника. Пятая выставка произведений ленинградских художников 1976 года.
- 1976 год (Москва): Изобразительное искусство Ленинграда. Ретроспективная выставка произведений ленинградских художников.
- 1977 год (Ленинград): Выставка произведений ленинградских художников 1977 года, посвящённая 60-летию Великого Октября.
- 1978 год (Ленинград): Осенняя выставка произведений ленинградских художников 1978 года.
- 1980 год (Ленинград): Зональная выставка произведений ленинградских художников 1980 года.
- Февраль 1991 года (Париж): Выставка «Русские художники».
- Апрель 1991 года (Париж): Выставка «Русские художники».
- 1994 год (Санкт-Петербург): Выставка «Ленинградские художники. Живопись 1950—1980-х годов» в залах Санкт-Петербургского Союза художников.
- 1994 год (Санкт-Петербург): Выставка «Этюд в творчестве ленинградских художников 1940—1980-х годов» в Мемориальном музее Н. А. Некрасова.
- 1995 год (Санкт-Петербург): Выставка «Лирика в произведениях художников военного поколения. Живопись. Графика» в Мемориальном музее Н. А. Некрасова.
- 1996 год (Санкт-Петербург): Выставка «Живопись 1940—1990-х годов. Ленинградская школа» в Мемориальном музее Н. А. Некрасова.
- 1997 год (Санкт-Петербург): Выставка «Связь времён. 1932—1997. Художники — члены Санкт-Петербургского Союза художников России. К 65-летию Санкт-Петербургского Союза художников» в ЦВЗ «Манеж».